# José Alberich y Casas
José Alberich y Casas (Reus, 24 de mayo de 1824-17 de febrero de 1874) fue un médico español.

## Biografía
Natural de Reus, estudió en la facultad de Medicina y Cirugía de Barcelona; recibió el título de bachiller el 7 de mayo de 1839 y el de licenciado, en 1846.
Fue socio corresponsal de la academia quirúrgica mallorquina, del Instituto Médico Valenciano, de la Sociedad médica de Emulación, de la Flandes oriental, de la Sociedad de Ciencias médicas y naturales de Malinas y de la Sociedad de Ciencias médicas de Lisboa.
Asimismo, perteneció a la Academia de Ciencias Naturales y Artes de Barcelona, a la Academia de Esculapio de Madrid, al Instituto Palatino de Ciencias Médicas y a la Academia Médica de Emulación de Santiago de Galicia. Fue también socio honorario de la Academia Arqueológica de Tarragona.
Fue uno de los fundadores y redactor del Diario de Reus. Asimismo, colaboró en La Abeja Médica Española, en la que se abordaba un amplio abanico de temas médicos.
Falleció el 17 de febrero de 1874.